# Espinosa de Cervera
Espinosa de Cervera es una villa y un municipio situado en la provincia de Burgos, comunidad autónoma de Castilla y León (España), comarca de Arlanza, partido judicial de Salas de los Infantes, cabecera del ayuntamiento de su nombre.

## Geografía
Forma parte de la Mancomunidad de La Yecla, con sede en Santa María del Mercadillo. Dista 66 km de la capital, en la falda sur de la Peña Cervera, en el Espacio Natural de los Sabinares del Arlanza. Al sur del municipio comienza la Ribera del Duero, mientras que al norte se extiende la Sierra de la Demanda. Administrativamente pertenece al partido judicial de Salas de los Infantes.
Varios arroyos que discurren por el término municipal alimentan el curso alto del río Esgueva.

### Naturaleza
El 31 % de su término (923,88 hectáreas) queda afectado por la ZEPA Sabinares del Arlanza, donde destacan las siguientes especies: Buitre Leonado (Gyps fulvus); y Alimoche (Neophron percnopterus).

## Historia
En el Censo de Vecindarios de la Corona de Castilla realizado en 1591 aparecía con la grafía Espinossa de Ceruera y pertenecía al Partido de los Arauces, incluida en la provincia de Burgos. El partido contaba con 876 vecinos pecheros.
Villa perteneciente a la Jurisdicción de Los Arauzos, de realengo, en el partido de Aranda de Duero, con Alcalde Ordinario.
La localidad aparece descrita en el tomo vii del Diccionario geográfico-estadístico-histórico de España y sus posesiones de Ultramar de Pascual Madoz de la siguiente manera:

ESPINOSA DE CERVERA: v. con ayunt. en la prov., aud. terr. y c. g. de Burgos (10 leg.), dióc. de Osma (8), y part. jud. de Salas de los Infantes (4). sit. en una vega al pie del monte llamado de Cervera; el clima es sano, reinan los vientos N. y E., y las enfermedade mas comunes son las fiebres intermitentes. Tiene 70 casas con la consistorial que sirve tambien de cárcel; una escuela de primeras letras, á la que concurren 28 niños, cuyo maestro percibe la dotacion de una fan. de trigo por cada uno de estos; 3 fuentes dentro de la pobl., y 4 en el térm., todas de aguas dulces y muy delgadas; una igl. parr. (San Millan) de primer ascenso, servida por un cura párroco, y finalmente 4 ermitas, San Roque, San Ginés y Ntra. Sra. de Talamanquilla, de las cuales la primera se halla en la v. y las dos restantes en el térm., la de San Ginés colocada en un alto á 1/4 de leg. al O. y la otra en un valle á 1/2 leg. al N. Confina el térm. N. Santo Domingo de Silos; E. Arauzo de Miel; S. Caleruega y Valdeande, y O. Cisneros y Briongos. El terreno es todo áspero á escepcion del de la vega que es fértil; le baña un arroyo que nace de la fuente titulada de Esgueva al N. de la v. y es el mismo que con este nombre, despues de llevar su curso hacia al S. y O., se introduce en Valladolid; la pobl. está cercada de montes, siendo el mas poblado de todos el referido de Cervera que se halla al N. caminos: los mas notables son los que se dirigen de Aranda á la sierra de Silos y de Lerma al Burgo de Osma; su estado es regular. correo: la correspondencia se recibe de Aranda de Duero, por medio del balijero de Silos los miércoles, y se despacha los mártes. prod.: trigo, cebada, centeno, avena, titos, lentejas, garbanzos, zumaque, cáñamo y lino; sostiene ganado mular, vacuno, lanar y de cerda, y hay caza de perdices, codornices, venados, lobos y jabalíes. pobl.: 51 vec., 202 alm. cap. prod.: 672,110 rs. imp.:64,359. contr.: 6,001 rs. 15 mrs. El presupuesto municipal asciende á 5,300 rs. y se cubre por reparto vecinal.
(Madoz, 1847, p. 574)

## Demografía
Espinosa de Cervera cuenta con una población de 85 habitantes (INE 2024).
| Gráfica de evolución demográfica de Espinosa de Cervera entre 1857 y 2021                                             |
| |
| Población de derecho según los censos de población del INE. Población de hecho según los censos de población del INE. |

## Patrimonio
Su principal monumento es la Iglesia parroquial de San Millán, con su torre y ábside románicos. También destaca la fuente románica.
La localidad se encuentra en el Camino del Cid.